# Antoni Bogucki
Antoni Bogucki (ur. 18 lipca 1880 w Warszawie, zm. 5 sierpnia 1956 w Sosnowcu) – polski prawnik i adwokat, senator z ramienia BBWR i wicemarszałek Senatu III kadencji, skarbnik Partii Pracy w 1930 roku. 

## Życiorys
Syn Jana i Sabiny z Regińskich. Ukończył siedleckie gimnazjum oraz wydział prawny Uniwersytetu w Odessie (1906). Od 1902 uczestniczył w tajnym nauczaniu w Warszawie.
Od 1907 pracował w sądownictwie, a później adwokaturze warszawskiej, wykładał historię w szkołach średnich i na wyższych kursach handlowych. W latach 1919–1923 wykładał prawo w Szkole Sztabu Generalnego (od 1922 Wyższej Szkole Wojennej) w Warszawie. W 1928 wybrano go na członka Trybunału Stanu. Pełnił funkcję wiceprezesa Naczelnej Rady Adwokackiej.
Założyciel Związku Stowarzyszeń Przyjaciół Wielkiej Warszawy i jego prezes do 1936. W latach 1930–1935 sprawował mandat senatora BBWR III kadencji, od 9 grudnia 1930 był wicemarszałkiem tej izby.
W 1936 zamieszkał w Sosnowcu, gdzie pracował jako notariusz.
Od 15 sierpnia 1908 był żonaty z Marią Gaszyńską.

## Ordery i odznaczenia
- Krzyż Komandorski Orderu Odrodzenia Polski (11 listopada 1936)[3]
- Krzyż Wielki Orderu św. Sawy (Jugosławia)